# Республіканська партія США
Республіка́нська па́ртія США (англ. Republican Party), також відома як Велика стара партія (англ. Grand Old Party, GOP) — американська права консервативна політична партія, одна з двох основних політичних сил в США, що створюють двопартійну систему (разом з історичним суперником — Демократичною партією США). Символами партії є червоний колір та слон як символ могутності та сили.
Партія заснована 1854 року противниками Закону Канзас-Небраска, який дозволяв потенційну експансію рабства на ці штати. Партія дотримувалась класичного лібералізму на противагу поширенню рабства, а також підтримувала економічні реформи. Авраам Лінкольн був першим республіканським президентом. Під лідерством Лінкольна та республіканської більшості в конгресі 1865 року в Сполучених Штатах рабство було заборонено. Головно партія домінувала впродовж третьої партійної системи та четвертої партійної системи. Після 1912 року в партії відбувся ідеологічний зсув направо. Після ухвалення Акту про громадянські права 1964 року та Акту про права голосу 1965 року відбувся зсув ядра партійної підтримки, південні штати стали більш стабільно республіканськими на президентських виборах. Після рішення Верховного суду в справі Ро проти Вейда, у своїй партійній програмі Республіканська партія стала противником абортів і наростила підтримку поміж євангелістів. Із 1990-х підтримка партії головно надходить з Півдня, Великих рівнин, гірських штатів і сільських місцевостей Півночі.
Ідеологією Республіканської партії в 21-му столітті є американський консерватизм. Партія підтримує зниження податків, вільноринковий капіталізм, сильну сферу оборони, право на зброю, дерегулювання та обмеження для профспілок; партія є противником права на аборт. Окрім підтримки консервативної економічної політики, Республіканська партія є соціально консервативною. РП стійко підтримувала протекціонізм та відповідне тарифування, однак перейшла до підтримки вільної торгівлі у 20-му сторіччі.
Упродовж історії США було 19 республіканських президентів, найбільша кількість від усіх політичних партій.
Станом на липень 2021 року партія контролює більшість (26) губернаторів і більшість (30) законодавчих складів штатів, а в двадцяти трьох штатах має повний контроль і над законодавчою, і над виконавчою гілками влади. Також, шість з дев'яти чинних суддів Верховного суду США є номінованими республіканськими президентами.

## Історія
Докладніше: Історія Республіканської партії США

### 19-те століття
Див. також: Третя партійна система

Авраам Лінкольн — перший президент-республіканець (1861—1865)

Заснована 1854 року в північних штатах аболіціоністами, ексвігами та ексвільноземельниками, Республіканська партія швидко стала головною опозицією домінуючій Демократичній партії та короткочасно популярній Нативістській американській партії. Партія зростала з опозиції Закону Канзас-Небраска, який скасовував Міссурійський компроміс і відкривав Територію Канзас і Територію Небраска для рабовласництва та майбутнього долучення до рабовласницьких штатів. Республіканці закликали до економічної та соціальної модернізації. Вони засуджували поширення рабовласництва, називаючи його великим злом, однак не закликали до його заборони в південних штатах. Перша публічна зустріч загального протинебрасківського руху, на якій була запропонована назва Республіканська партія, відбулася 20 березня 1854 року в місті Рипон (штат Вісконсин). Таку назву було обрано, аби віддати належне Республіканській партії Томаса Джефферсона. Перший офіційний з'їзд партії відбувся 6 липня 1854 року в місті Джексон (штат Мічиґан).
На Республіканському національному з'їзді 1865 року партія прийняла національну програму, що підкреслювала опозицію до поширення рабовласництва на території США. Хоч республіканський кандидат Джон Фремонт програв на виборах президента США 1856 року Джеймсу Б'юкенену, однак він переміг в 11 з 16 північних штатів.

Республіканська партія вперше прийшла до влади після виборів 1860 року, коли вона виграла контроль над обома палатами Конгресу, а її кандидат, колишній конгресмен Авраам Лінкольн, був обраний президентом. На виборах 1864 року партія об'єдналась із «демократами війни», разом номінуючи Лінкольна на квиток від Партії національного союзу; Лінкольна було переобрано президентом. Під лідерством республіканців у Конгресі було прийнято Тринадцяту поправку до Конституції США, що скасовувала рабство в Сполучених Штатах (1864 року в Сенаті, а 1865 року в Палаті представників); поправку було ратифіковано в грудні 1865 року.

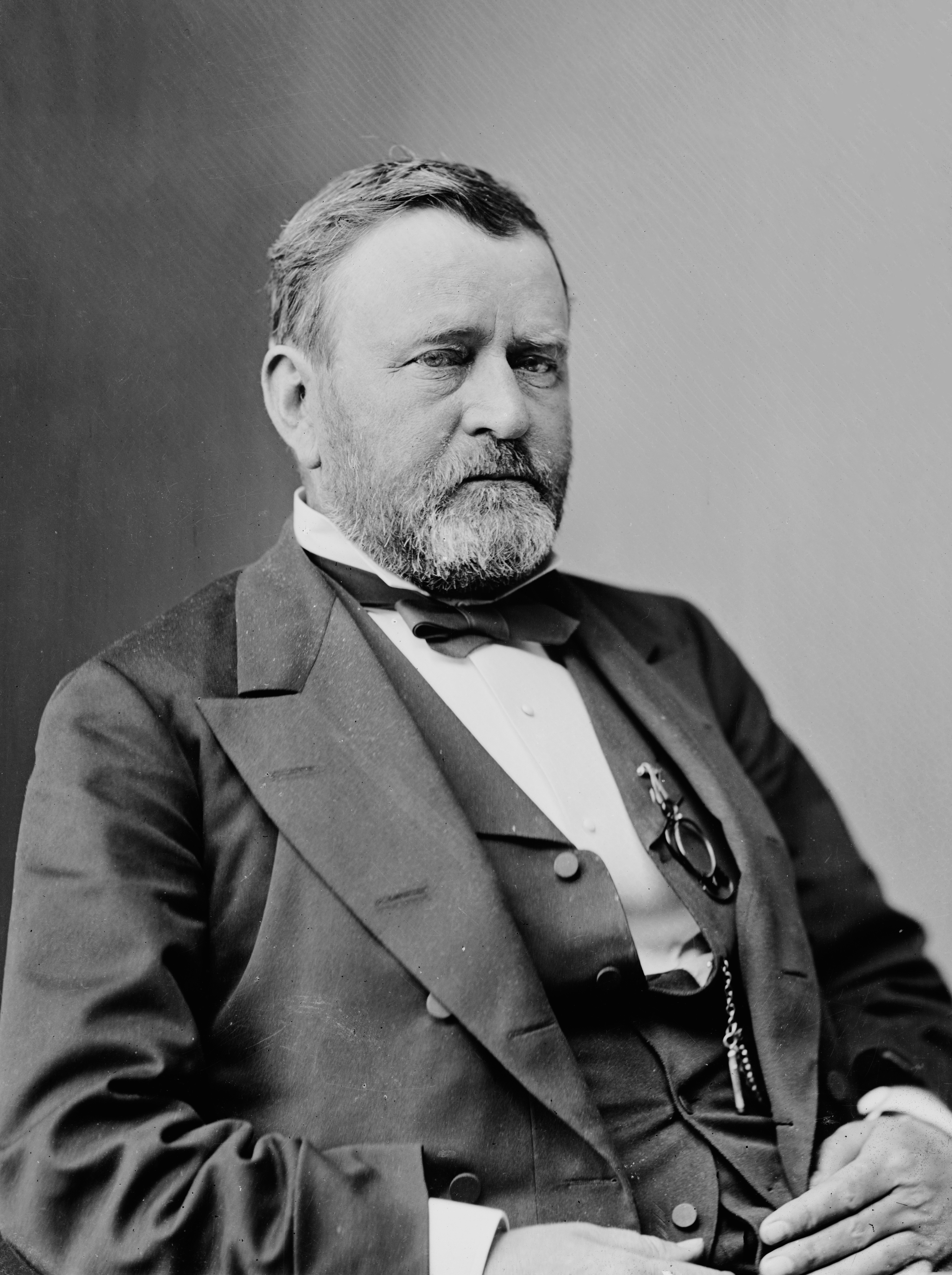
Улісс Ґрант — 18-тий президент США (1869—1877)

Успіх партії в 1870-х роках призвів до розвитку окремих внутрішньопартійних угрупувань. Президентську кандидатуру Гораса Ґрілі підтримували ті, хто вірив, що Перебудову було завершено, а її продовження лише підтримувало великомасштабну корупцію, толеровану президентом Уліссом Ґрантом. Угруповання Столвартів підтримувало Ґранта та систему поділу здобичі, тоді як «Напівкровки» просували реформу державної служби. 1883 року було прийнято Закон про реформу державної служби Пенделтона.
Республіканська партія підтримувала важкі гроші (наприклад, золотий стандарт), високі тарифи задля стимулювання економічного зростання, підвищення зарплати та доходів, щедрі виплати ветеранам Армії Союзу та (після 1893 року) анексію Гаваїв. Республіканці виявляли потужну підтримку пієтистським протестантам, однак ті противились прийняттю Сухого закону. Із повоєнним зростанням економіки на Півночі, що супроводжувалось розвитком важкої та легкої промисловостей, прокладанням залізниці, будівництвом шахт, швидким розвитком міст та процвітанням сільськогосподарської галузі, республіканці взяли це за свою заслугу та просували законопроєкти, які б підтримували швидке зростання економіки.

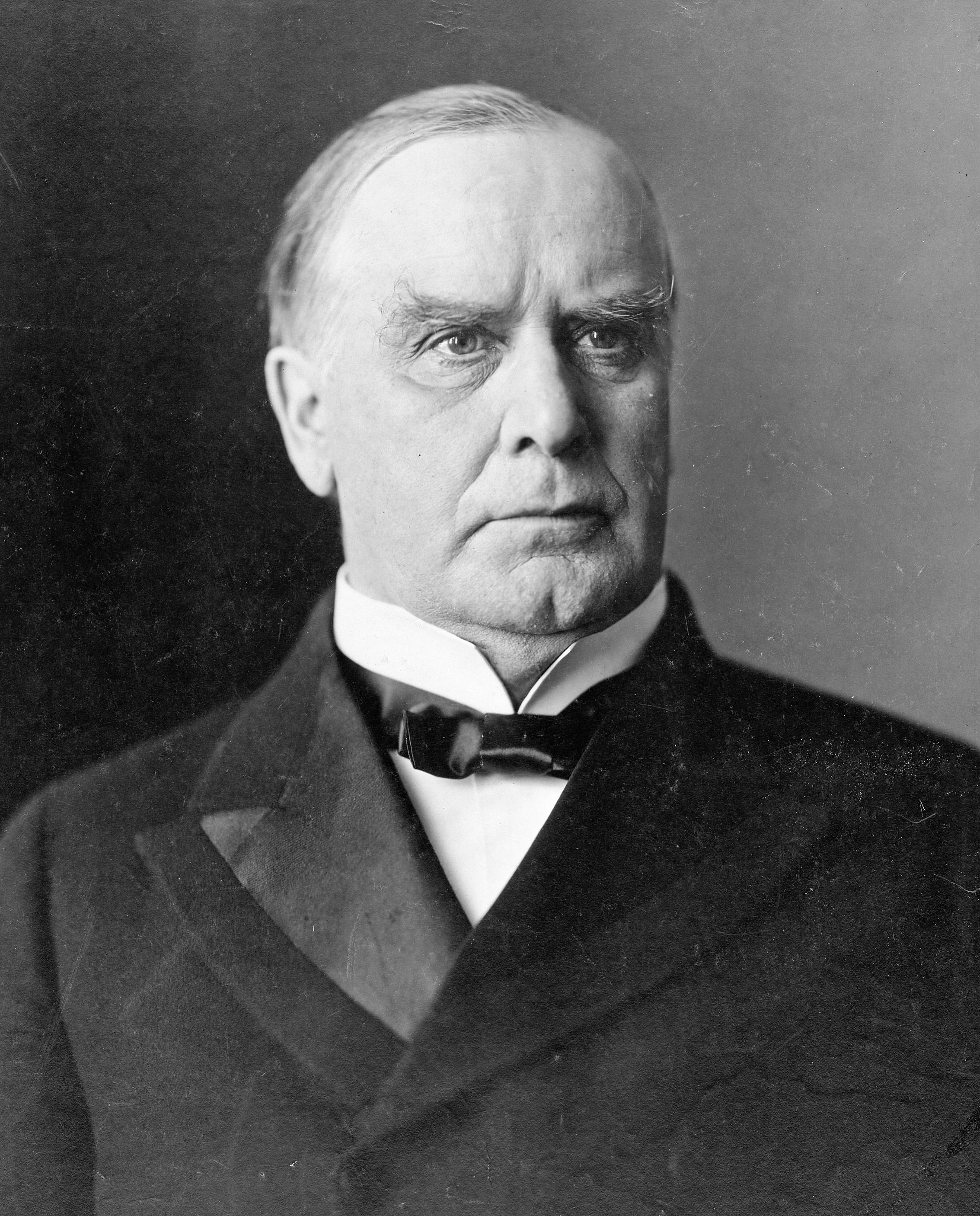
Вільям Маккінлі — 25-тий президент США (1897—1901)

РП здебільшого домінувала над демократами упродовж Третьої партійної системи (1850-ті — 1890-ті). Утім, до 1890 року республіканці погодились на прийняття Антитрестового акту Шермана та створення Міжштатної торгової комісії у відповідь на скарги від власників малих бізнесів і фермерів. Високий Тариф Маккінлі 1890 року нашкодив партії і демократи з відривом перемогли на позарокових виборах, навіть перемігши самого Маккінлі. Від демократів було обрано Ґровера Клівленда в 1884 та 1892 роках. Обрання 1896 року президентом Вільяма Маккінлі повернуло владу до рук республіканців аж до 1932 року (окрім виборів 1912 та 1916 років). Маккінлі обіцяв, що високі тарифи покінчать із важкими економічними труднощами, спричиненими Панікою 1893 року, і що республіканці гарантуватимуть певний плюралізм, від якого скористаються всі політичні сторони.
Республіканська програма часів Громадянської війни включала безкоштовні фермерські господарства, побудову федерально субсидованої трансконтинентальної залізниці, нову національну систему банкінгу, високий державний борг, земельні гранти для закладів вищої освіти, воєнний податок на прибуток і встановлення високих тарифів для сприяння зростанню промисловості та підвищенню зарплат. До 1870-х років республіканці ввели систему важких грошей на основі золотого стандарту, а також боролись зі спробами стимулювати інфляцію Політикою вільного срібла. Вони заклали підвалини сучасної держави загального добробуту, упровадивши широку програму виплат ветеранам Армії Союзу. Питання зовнішньої політики рідко були предметом партизанських суперечок, утім упродовж короткого періоду 1893—1904 років Республіканська партія підтримувала імперіалістичну експансію на Гаваї, Філіппіни та Панамський канал.

### 20-те століття
Див. також: Четверта партійна система та Прогресивна ера

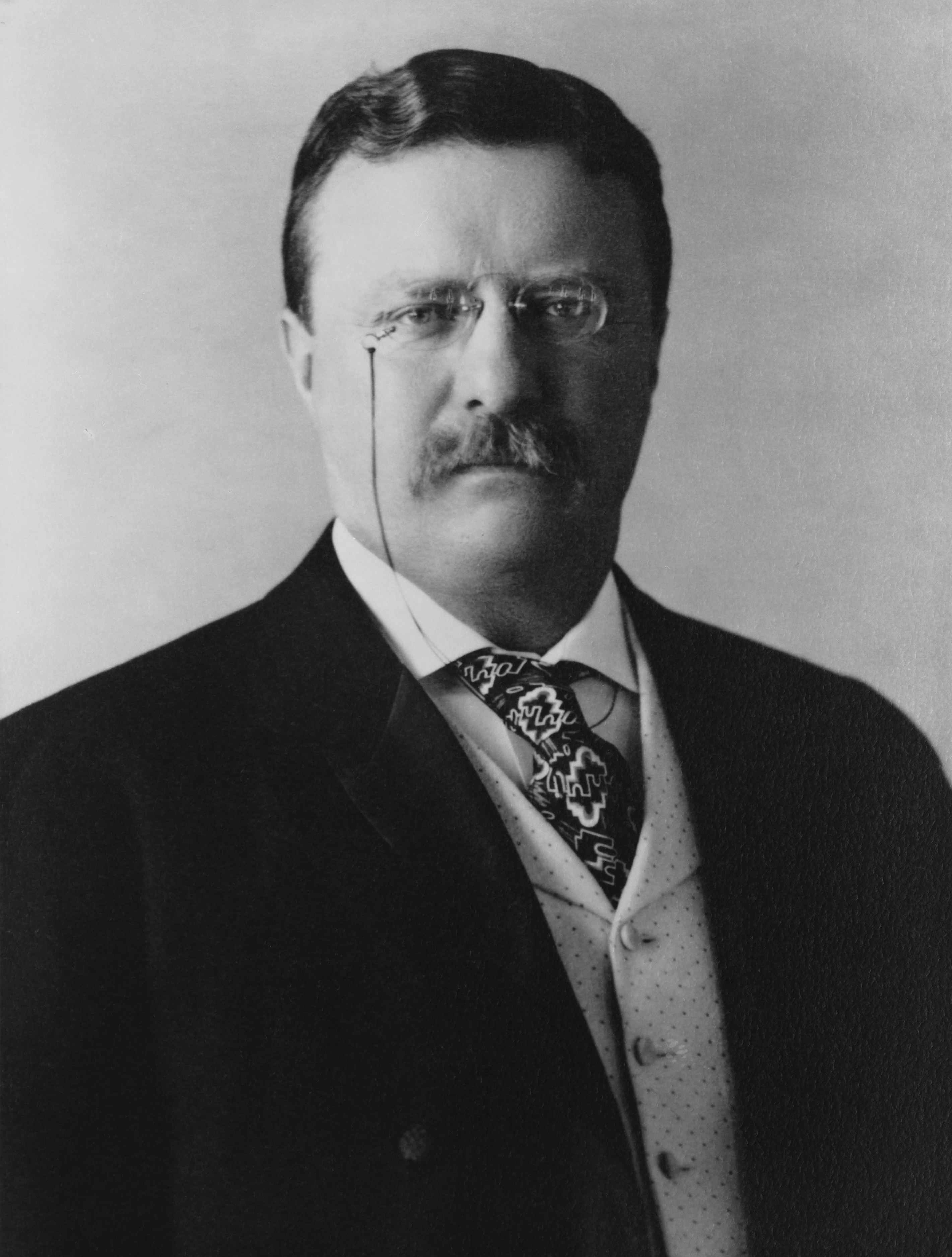
Теодор Рузвельт — 26-тий президент США (1901—1909)

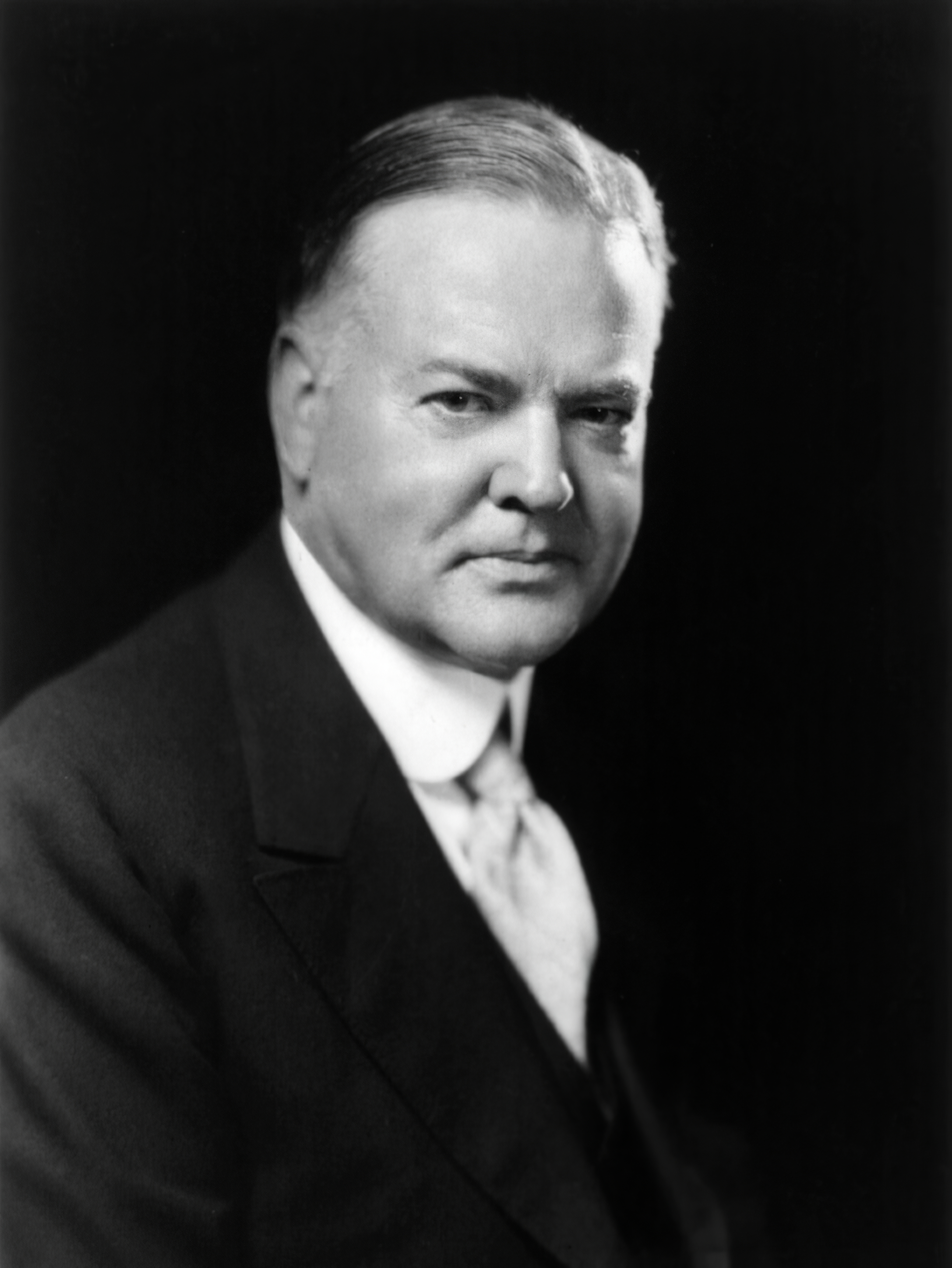
Герберт Гувер — 31-ший президент США (1929—1933)

Перерозподіл сил 1896 року зміцнив республіканців як партію великого бізнесу, тоді як Теодор Рузвельт додав підтримку малому бізнесу, ввівши антимонопольне законодавство. Він допоміг обратись своєму наступнику Вільяму Говарду Тафту 1908 року, однак невдовзі вони стали ворогами, коли відбувся внутрішньопартійний розкол. Тафт переміг Рузвельта в номінації від партії, тому Рузвельт висунув свою кандидатуру від його новоствореної Прогресивної партії. Він закликав до соціальних реформ, багато з яких здійснили Демократи Нового курсу в 1930-х роках. Він програв на президентських виборах, а коли його прихильники повернулися до Республіканської партії, то зрозуміли, що вони не погоджуються з новим консервативним економічним мисленням, що призвело до ідеологічного зсуву направо в Республіканській партії. Республіканці поверталися до Білого дому в 1920-х роках, пропонуючи програму нормальної бізнес-орієнтованої ефективності та високих тарифів. Національна партійна програма уникала тему Сухого закону, натомість невиразно заявляючи про відданість закону та порядку.
Воррен Гардінґ, Калвін Кулідж і Герберт Гувер рішуче перемогли на виборах 1920, 1924 та 1928 років відповідно. Скандал Тіпот Доум створив загрозу для партії, але зі смертю Гардінґа, в його бік Куліджом було скеровано всі звинувачення; водночас 1924 року відбувся розпад опозиції. Про-бізнесова політика десятиріччя мала всі шанси створити безпрецедентне процвітання економіки, чому не судилось статись через біржовий крах 1929 року, що дав початок Великій депресії.

#### Доба Нового курсу
Докладніше: Старі праві та П'ята партійна система
Коаліція Нового курсу демократа Франкліна Делано Рузвельта контролювала американську політику упродовж понад трьох десятиріч (за винятком двох президентських термінів республіканця Дуайта Ейзенхауера). Темношкірі американці стали електоратом Демократичної партії під час доби Нового курсу, позаяк вони мали право голосувати на Півночі, однак не могли голосувати на Півдні. Після приходу до влади Рузвельта в 1933 році, законопроєкт про Новий курс був прийнятий у Конгресі, а економіка з початку 1933 року почала стрімко зростати. Утім, довгострокове безробіття залишалось соціальним тягарем аж до 1940 року. На проміжних виборах 1934 року Республіканська партія втратила 10 сенаторів, залишившись у складі 25 проти 71 демократа. Палата представників теж мала переважну демократичну більшість.

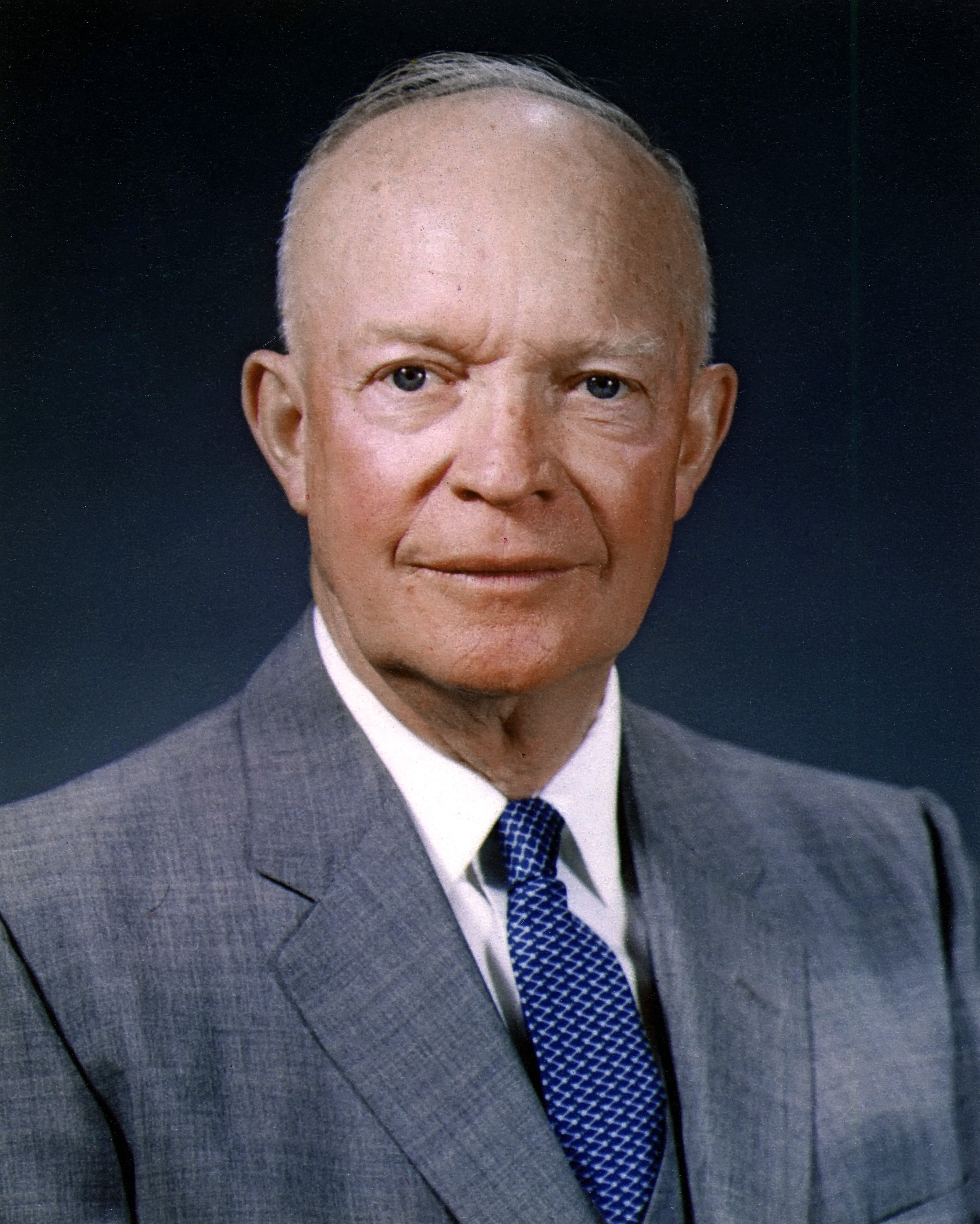
Дуайт Ейзенхауер — 34-тий президент США (1953—1961)

Республіканська партія поділилась на більше крило «Старих правих» (базоване на Середньому заході) та менше ліберальне крило, базоване на Північному сході, що підтримувало більшу частину Нового курсу. Старі праві гостро критикували «Другий Новий курс», звинувачуючи його в класовій боротьбі та соціалізмі. Рузвельта з відривом було переобрано на посаді в 1936 році, але з початком його другого терміну економіка впала, піднялись страйки, а йому самому не вдалось взяти під контроль Верховний суд чи переманити консерваторів Півдня до Демократичної партії. Республіканці здійснили потужну реабілітацію на виборах 1938 року з новими висхідними зірками, як-от правим Робертом Тафтом з Огайо та лівим Томасом Дьюї з Нью-Йорка. Консерватори Півдня приєднались з більшістю республіканців для утворення консервативної коаліції, яка домінувала в питаннях внутрішньої політики у Конгресі аж до 1964 року. Обидві партії розходились на питаннях зовнішньої політики з противоєнними ізоляціоністами, що домінували в Республіканській партії, та інтервенціоністами, які хотіли зупинити Адольфа Гітлера, з Демократичної партії. Рузвельт переобрався на третій та четвертий терміни в 1940 та 1944 роках. Упродовж війни консерватори скасували більшість положень Нового курсу, однак вони не здійснювали спроб ліквідувати соціальне забезпечення та агентства, що регулюють бізнес.

Історик Джордж Неш пише:
На відміну від «поміркованих» інтернаціоналістів, головно східного блоку республіканців, які приймали (або хоч погоджувались) із «Рузвельтівською революцією» та основними засадами зовнішньої політики президента Трумена, праве крило республіканців у своїй основі було контрреволюційним. Антиколективістичні, антикомуністичні, антиновокурсівські, гаряче віддані принципам обмеженої держави, вільноринковій економіці та конгресівським (на противагу виконавчим) прерогативам, консерватори Республіканської партії були змушені з самого початку провадити війну на два фронти — проти ліберальних демократів ззовні та проти «я теж»-республіканців зсередини.
Демократи здобували більшості в Конгресі майже безперервно після 1932 року (РП перемогла лише в 1946 та 1952 роках), однак консервативна коаліція блокувала практично всі основні ліберальні ініціативи щодо внутрішньої політики. Після 1945 року інтернаціоналістське крило РП, підтримуючи зовнішню політику Гаррі Трумена щодо Холодної війни, створило План Маршалла та здійснювало підтримку НАТО, незважаючи на постійний ізоляціонізм зі сторони Старих правих.

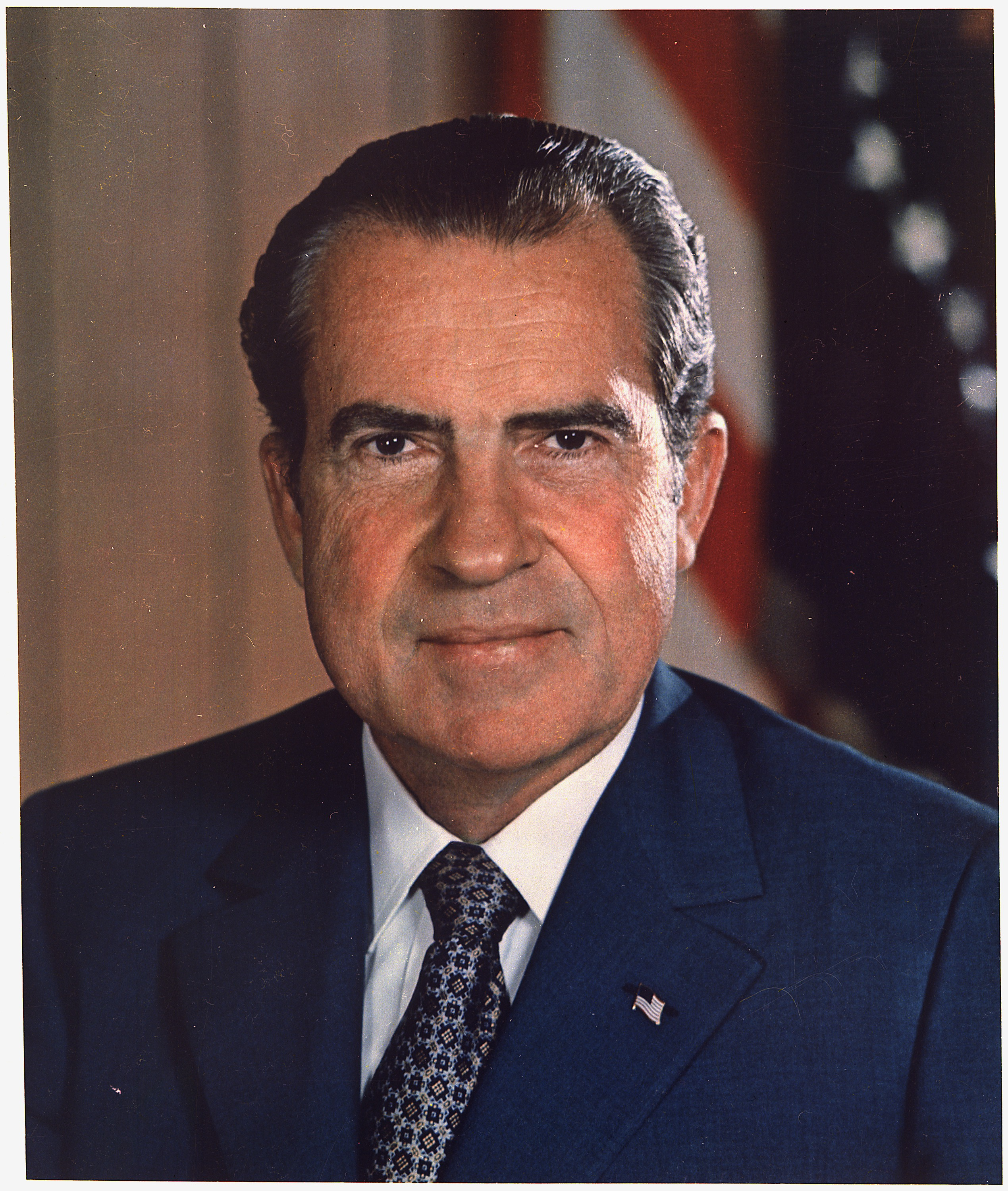
Річард Ніксон — 37-мий президент США (1969—1974)

У другій половині 20-го сторіччя відбувалось безперервне або з перервами обрання республіканських президентів Дуайта Ейзенхауера, Річарда Ніксона, Джеральда Форда, Рональда Рейґана та Джорджа Г. В. Буша. Айзенгавер переміг консервативного лідера сенатора Роберта Тафта в боротьбі за номінацію 1952 року, однак консерватори домінували в справах внутрішньої політики упродовж періоду правління Айзенгавера. Прихильність виборців до Айзенгавера переважала прихильність до Республіканської партії, а президент не спромігся зрушити партію на більш помірковані позиції. Із 1976 року лібералізм практично зник із Республіканської партії (за винятком представників Північного сходу).

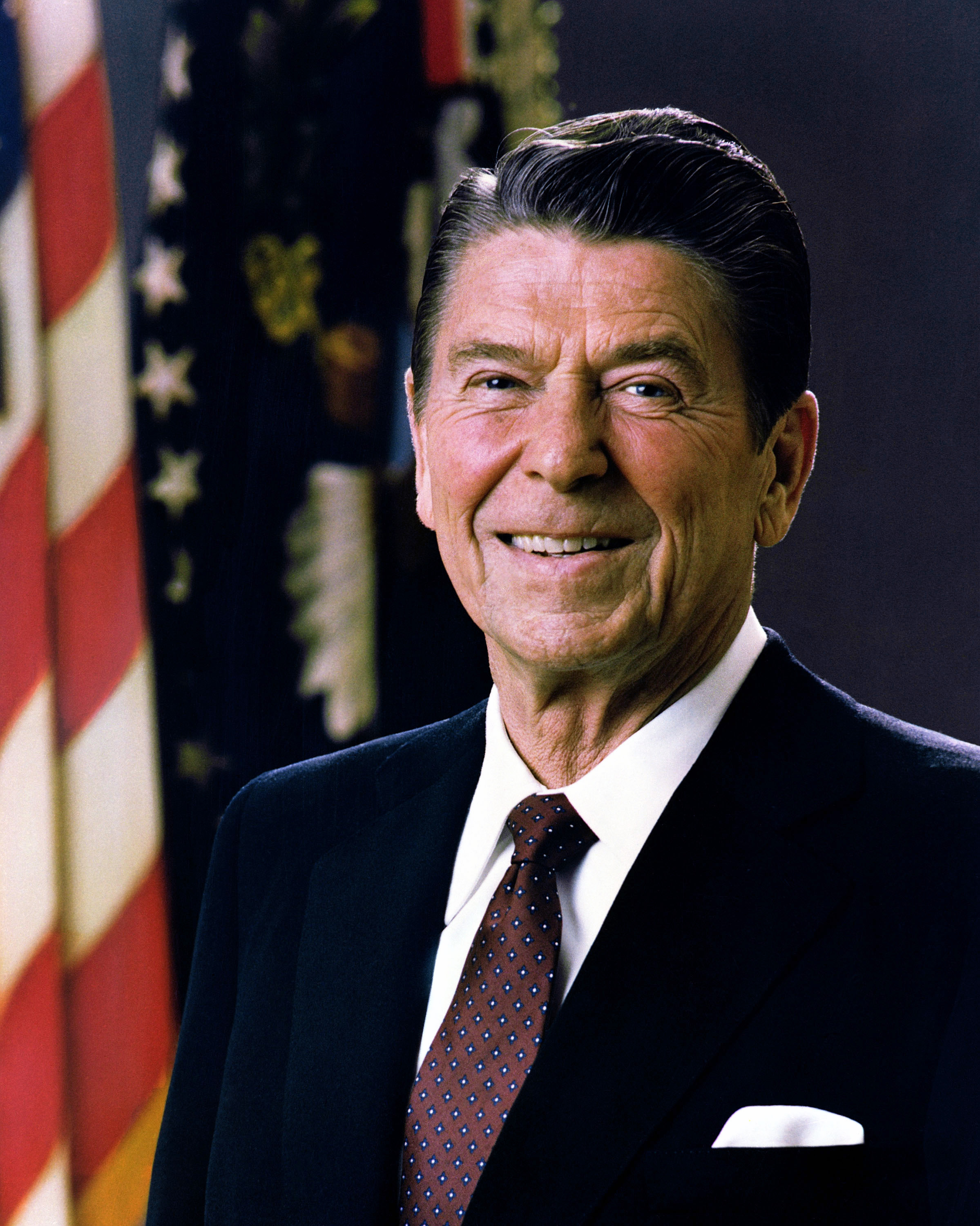
Рональд Рейґан — 40-вий президент США (1981—1989)

З часу покидання посади 1989 року, Рейґан був еталонним консервативним республіканцем, а кандидати на посаду президента від Республіканської партії часто заявляють про поділяння його поглядів і про мету будувати свою політику на якнайвдалішому продовженні його політичної спадщини.
1994 року партія, під очільництвом партійного організатора меншості в Палаті представників Ньюта Ґінґріча, будуючи кампанію на «Контракті з Америкою», виборола більшість в обох палатах Конгресу упродовж Республіканської революції. Утім, як спікер Ґінґріч не спромігся втілити в життя багато зі своїх обіцянок, а зокрема збалансований бюджет і обмеження в кількості термінів для членів Конгресу. Під час процедури імпічменту та складання повноважень президента Білла Клінтона, республіканці зазнали неочікуваних поразок на проміжних виборах 1998 року; рівень підтримки Ґінґріча упав до 17 %; він взяв на себе відповідальність і склав свої повноваження.

### 21-ше століття

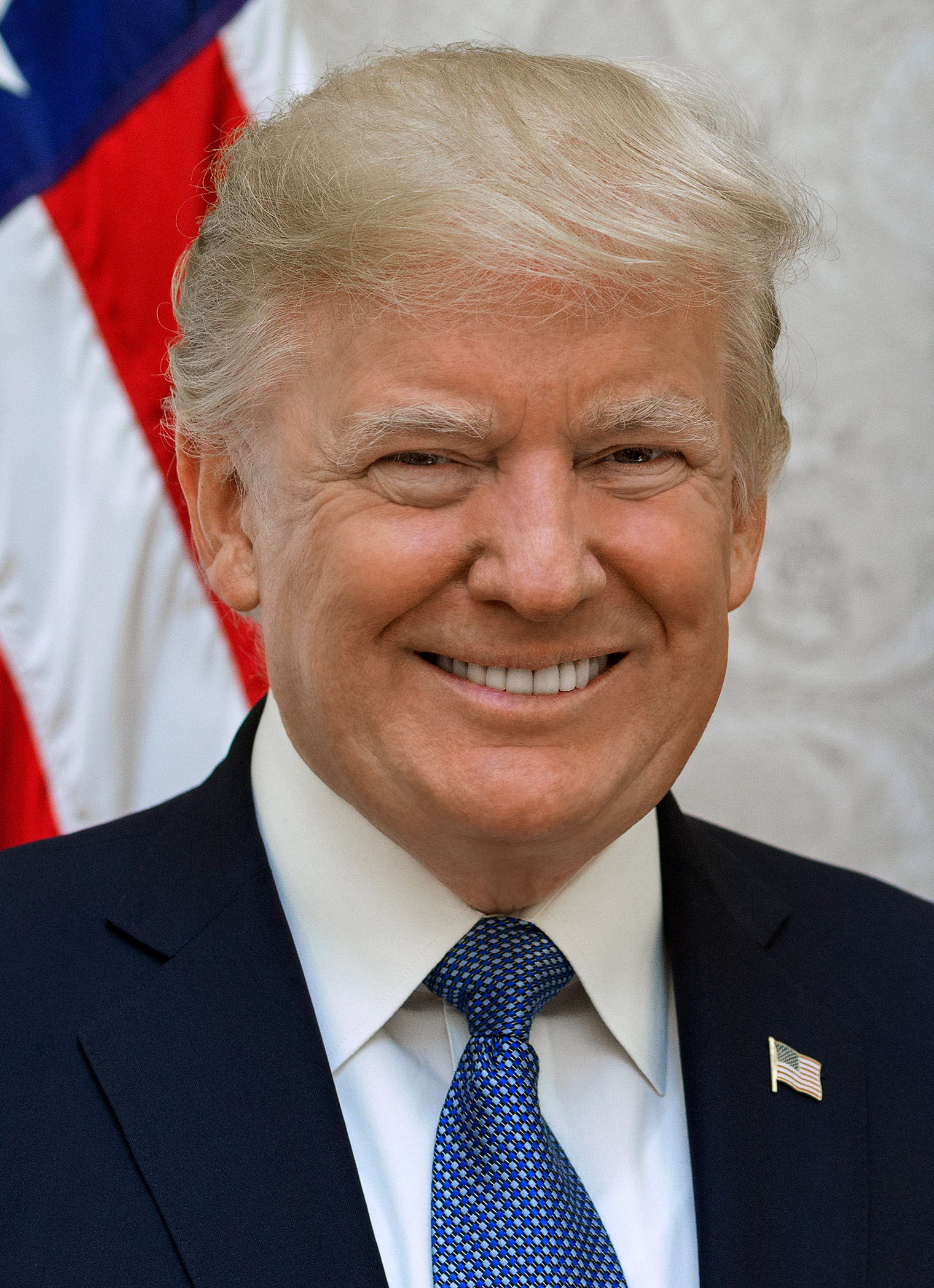
Дональд Трамп — 45-й і 47-й президент США (2017—2021, з 2025)

Республіканська більшість у Сенаті протрималась до 2001 року, коли Сенат було поділено порівну, однак більшість було відновлено на виборах 2002 року. Більшості в обидвох палатах Конгресу протримались аж до переходу контролю до демократів після проміжних виборів 2006 року. Відтоді погляди Республіканської партії характеризуються соціальним консерватизмом, зовнішньою політикою випереджальної війни, націленої на поборення тероризму та сприяння глобальній демократії, посиленням виконавчої гілки влади, пропозиціє-орієнтованою економікою, підтриманням прав на зброю та дерегуляцією.
На президентських виборах 2008 року кандидатами від партії були сенатор Джон Маккейн з Аризони на пост президента та губернатор Аляски Сара Пейлін на посаду віцепрезидента. Вони програли сенатору Бараку Обамі з Іллінойса та сенатору Джо Байдену з Делавера. 2009 року республіканці Кріс Крісті та Боб Макдоннелл були обрані губернаторами Нью-Джерсі та Вірджинії.
2010 був роком виборчого успіху для республіканців, який почався неочікуваної перемоги Скотта Брауна на спеціальних виборах до Сенату від Массачусетса на місце, яке упродовж багатьох десятиріч обіймали демократи брати Кеннеді. На листопадових виборах республіканці перебрали контроль над Палатою представників, збільшили свою чисельність у Сенаті та здобули більшість губернаторських посад.
На президентських виборах 2012 року республіканськими кандидатами були колишній губернатор Мітт Ромні з Массачусетса на посаду президента та конгресмен Пол Раян з Вісконсина на посаду віцепрезидента. Демократи висунули чинних Барака Обаму та Джо Байдена. Кампанія фокусувалась головно довкола Акту про доступну медичну допомогу та управління економікою Барака Обами на тлі високого рівня безробіття та зростання державного боргу упродовж чотирьох років правління президента. Ромні та Раян програли Обамі та Байдену. Незважаючи на втрату Республіканцями 7 місць у Палаті представників на листопадових виборах до Конгресу, партія все одно зберегла контроль над нижньою палатою. Утім республіканцям не вдалось здобути контроль над Сенатом, продовжуючи перебувати в меншості, втративши два місця.
Після поразки деякі відомі республіканці висловились проти своєї партії. Наприклад, республіканський кандидат у президенти 1996 року та довготривалий сенатор Боб Доул заявив, що «сьогоднішні члени РП є занадто консервативними та надмірно партизанськими. Вони зобов'язані повісити вивіску на дверях Національного комітету, де б писало „зачинено на ремонт“». Колишній сенатор Олімпія Снов з Мена погодилась із Долом. Колишній голова ОКНШ (за Джорджа Г. В. Буша) та колишній державний секретар (за Джорджа В. Буша) Колін Павелл стверджував, що існувала «темна жилка нетолерантності в деяких частинах партії». Національний комітет коледжівських республіканців (НККР) у червні 2013 року опублікував звіт, в якому партія гостро критикувалась і називалась «Велика стара партія для Цілком нового покоління».
На проміжних виборах 2014 року Республіканська партія перебрала контроль над Сенатом, виборовши дев'ять нових місць. Із загальною кількістю 247 місць (57 %) у Нижній палаті та 54 місцями в Сенаті, республіканці вибороли найчисельнішу більшість у Конгресі з часів 71-го Конгресу 1929 року.
Після виборів 2016 року республіканці зберегли більшість у Сенаті, Нижній палаті та серед губернаторських посад і обрали Дональда Трампа президентом. Республіканська партія контролювала 69 із 99 штатових законодавчих палат 2017 року, найбільшу кількість в історії; та щонайменше 33 губернаторські посади, найбільшу кількість з 1922 року. Партія здобула повний контроль над владою (законодавчі палати та губернаторства) в 25 штатах, найбільшій кількості з 1952 року; суперницька Демократична партія ж мала повний контроль лише в п'яти штатах.
Станом на 2019 рік, 19 президентів були республіканцями (рекорд серед партій в історії США), республіканці перемогли в 24 з останніх 40 президентських виборів. Після проміжних виборів 2018 року Республіканська партія має більшість губернаторств (27) та законодавчих зборів штатів (повний контроль над 30/50 та поділений контроль у 2). Станом на 2019 рік, РП володіє «трифектою» (контролем виконавчої гілки та обох палат законодавчої гілки влади) в багатьох штатах (22 з 50). П'ять із дев'яти суддів Верховного суду є призначеними республіканськими президентами.

#### Нещодавні тренди
Упродовж більшої частини періоду після Другої світової війни республіканці володіли низьким рівнем представництва в законодавчих зборах штатів. Тенденції почали змінюватись наприкінці 1990-х років, коли республіканці збільшили свою присутність у законодавчій владі і перебрали контроль над законодавчими зборами на Півдні. З 2004 по 2014 рік Республіканський комітет лідерства в штатах (РКЛШ) зібрав понад 140 млн доларів на законодавчі перегони в штатах, в той час як Демократичний комітет законодавчих кампаній (ДКЗК) зібрав менше половини такої суми за вказаний проміжок часу. Після проміжних виборів 2014 року республіканці здобули 68 із 98 законодавчих палат штатів (рекорд у партійній історії) та здобули контроль як над виконавчою, так і законодавчою гілками влади у 24 штатах (демократи здобули контроль лише в 7-ми).
З часу інавгурації республіканського президента Джорджа В. Буша республіканська партія залишалась досить згуртованою упродовж більшої частини 2000-х в статусі сильних економічних лібертаріанців і соціальних консерваторів, на противагу демократам, яких вони бачили як партію розніженої, світської та ліберальної влади. За ери Буша, зростання так званих провладних консерваторів (ядра його підтримки) означало, що значна частина республіканців підтримувала підвищення державних видатків і регулювань в галузі економіки та особистого життя громадян, а також активістську та інтервенціоністську зовнішню політику. Соціологічні групи, на кшталт Дослідницького центру П'ю, виявили, що соціальні консерватори та прихильники вільного ринку залишились іншими двома групами в межах коаліції підтримки партії, при чому всі три групи були приблизно однакових розмірів. Утім, лібертаріанці та схильні до лібертаріанства консерватори все більше розчаровувались у діях республіканців, спрямованих на обмеження основних громадянських свобод із одночасним зростанням корпоративного добробуту та державного боргу під час перебування Буша на посаді. Контрастно, деякі соціальні консерватори проявляли незадоволення щодо підтримки партією економічних політик, які конфліктували з їхніми моральними цінностями.
У березні 2013 року голова Національного комітету Райнс Прібус подав гострий звіт щодо партійних виборчих невдач у 2012 році, закликавши республіканців перевинайти себе, а також офіційно підтримав реформу імміграційної політики. Він заявив: «Немає однієї причини, чому ми програли. Наше повідомлення було слабким; наша кампанія була незадовільною; ми не були інклюзивними; ми програвали в інформаційному та цифровому аспекті, а процеси наших партійних виборів і дебатів потребував удосконалення». Він запропонував 219 реформ, серед яких були витрата 10 млн доларів на рекламну кампанію задля залучення жінок, меншин і гомосексуалів, а також встановлення коротшого та більш контрольованого сезону партійних виборів і створення кращих потужностей для збирання інформації.
З підтримкою законодавчого визнання одностатевих шлюбів більшістю республіканців і схильних до республіканства незалежників віком до 49 років на противагу непідтримуванню з боку осіб старших 50 років, дана тема залишилась роз'єднавчою в межах партії. Колишній Спікер нижньої палати Ньют Ґінґріч зауважив, що «партія розірветься щодо цього питання». Опитування Ройтерс/Іпсос від квітня 2015 року показало, що 68 % американців загалом відвідали б одностатевий шлюб близької людини, з 56 % погодження з боку республіканців. Журналіст Ройтерс Джефф Месон зауважив, що «республіканці, які становлять сильну опозицію одностатевим шлюбам можуть перебувати на хиткому політичному ґрунті, якщо їхньою кінцевою метою є здобуття Білого дому» з огляду на поділ між соціально консервативним столвартами та рештою США, які їм протидіють. 2015 року Верховний суд США визнав заборони щодо одностатевих шлюбів неконституційними, тим самим легалізуючи одностатеві шлюби по всій країні. 2016 року після обрання президентом республіканця Дональда Трампа, той заявив, що його «влаштовують» одностатеві шлюби

## Назва та символи
Засновники партії обрали назву «Республіканська партія» в середині 1850-х років як данину цінностям республіканства, просуваними Республіканською партією Томаса Джефферсона. Ідея щодо назви надійшла з редакційної статті чільного публіциста партії — Гораса Ґрілі, — який закликав до «якоїсь простої назви типу „Республіканська“, що б найточніше означила тих, хто об'єднався задля повернення Союзу на його справжню місію оборонця та поширювача свободи, а не пропагандиста рабства». Назва відображає республіканські цінності 1776 року — громадянські чесноти та опозицію аристократії та корупції. Важливо зазначити, що слово «республіканський» має різні значення в різних країнах, а Республіканська партія розвинулась настільки, що ці значення вже не завжди збігаються.
Назва «Велика стара партія» (англ. Grand Old Party) є традиційною назвою Республіканської партії, а її абревіатура GOP здобула великого поширення в англійській мові. Ця назва з'явилась 1875 року в Конгресовому протоколі, посилаючись на успішну збройну оборону Союзу партією, називаючи останню «ця галантна стара партія» (англ. this gallant old party). Наступного року в статті газети Cincinnati Commercial, термін було модифіковано на «велика стара партія» (англ. grand old party). Перше використання абревіатури датується 1884 роком.
Традиційним талісманом партії є слон. Політична карикатура Томаса Наста, опублікована в Harper's Weekly 7 листопада 1874 року, вважається першим важливим використанням символу. Альтернативним символом Республіканської партії у таких штатах як Індіана, Нью-Йорк та Огайо є білоголовий орлан, на противагу півню та п'ятикутній зірці демократів. У штаті Кентуккі символом Республіканської партії є зруб (не пов'язано з організацією гомосексуалів Зрубівські республіканці).
Традиційно партія не мала постійної кольорової ідентичності. Після виборів 2000 року, червоний колір почали асоціювати з республіканцями. Упродовж післявиборчого періоду, основні телерадіокомпанії використовували одну й ту ж кольорову схему для зображення виборчої карти — штати, де переміг кандидат від республіканців Джордж В. Буш були забарвлені в червоний колір, а штати, де виграв кандидат від демократів Ал Ґор були забарвлені в синій колір, так звані червоні штати та сині штати. Через багатотижневі суперечки щодо результатів виборів, ці колірні асоціації міцно закріпились на прийдешні роки. Хоч присвоєння кольорів політичним партіям є неофіційним і неформальним, ЗМІ висвітлюють діяльність цих політичних партій, використовуючи відповідні кольори. Сама партія та її кандидати також почали віддавати перевагу червоному кольору.

## Структура й організація
Докладніше: Політика Сполучених Штатів#Політичні партії і вибори
Див. також: Список штатових партій Республіканської партії США
Національний комітет Республіканської партії відповідальний за розробку та просування республіканської політичної програми, а також координацію збору коштів та за виборчу стратегію. Його нинішня голова — Ронна Макденіел. Голова НКРП обирається Президентом з партії або державним комітетом парії.
Під керівництвом кандидата в президенти партія здійснює нагляд за Національним конвентом Республіканської партії (вищим органом) та збільшує фінансування кандидатів. На місцевому рівні існують аналогічні державні комітети в кожному штаті та більшості великих міст, але вони мають набагато менше грошей та впливу, ніж національний орган.
У комісіях Республіканського парламенту та Сенату є окремі комітети зі збору коштів та стратегії. Національний комітет з питань Республіканського конгресу (NRCC) допомагає у парламентських виборах, тоді як Національний комітет з питань Республіканського сенату (NRSC) це робить у виборах сенату. Вони виділяють більше 100 мільйонів доларів за кожен виборчий цикл і грають важливу роль у наборі сильних державних кандидатів, а Республіканська асоціація губернаторів допомагає у виборах губернаторів штатів. У 2023 році його очолив губернатор Вільям Лі з Теннессі.

## Позиції
Докладніше: Політичні позиції Республіканської партії США

### Економічна політика

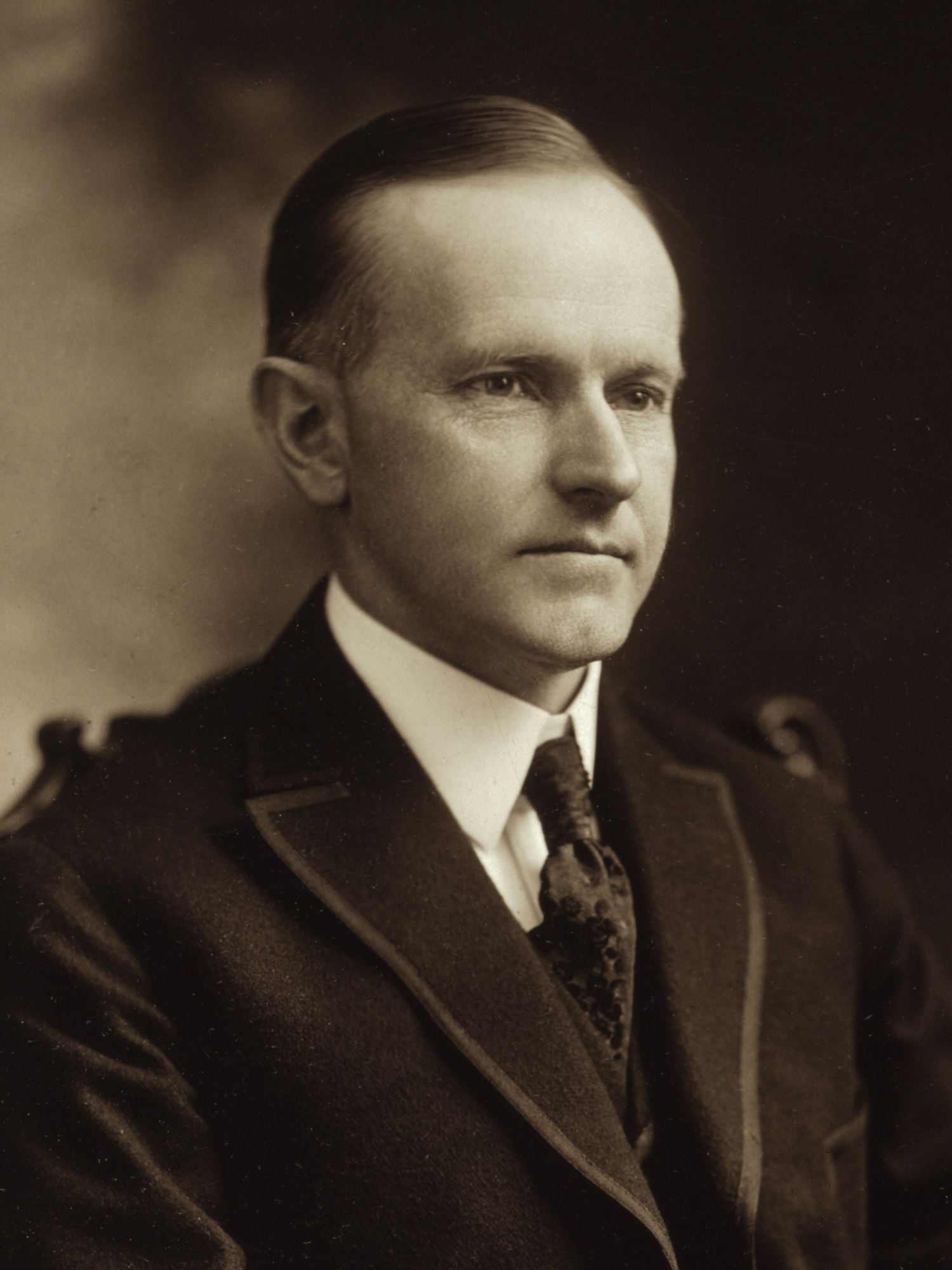
Калвін Кулідж — 30-тий президент США (1923—1929)

Республіканці твердо переконані в тому, що вільний ринок та індивідуальні досягнення є першочерговими чинниками, що забезпечують економічне процвітання. У зв'язку з цим, вони підтримують скасування урядових програм соціального забезпечення на користь неприбуткових організацій приватного сектора та підтримують індивідуальну відповідальність. Республіканці часто підтримують фіскальний консерватизм в період влади демократів, однак вони показали схильність до збільшення федерального боргу в періоди свого урядування (до прикладу, імплементація Бушівського зниження податків, частина D Медікеру та Акт про зниження податків і місця праці 2017 року. Незважаючи на обіцянки скоротити урядові витрати, Республіканські адміністрації з 1960-х років підтримували попередні рівні урядових витрат.
Сучасні республіканці підтримують теорію пропозиціє-орієнтованої економіки, яка твердить, що нижчі податки стимулюють економічне зростання. Багато республіканців виступають проти вищих податків для осіб із вищими доходами, що, на їхню думку, несправедливо, оскільки ці люди створюють робочі місця та достатки. Республіканці вважають, що приватні видатки є ефективнішими за урядові витрати. Республіканські законотворці також намагались обмежити фінансування витребування та збирання податків. Станом на 2018 рік, Служба внутрішніх доходів, яку республіканці неабияк обмежили в ресурсах упродовж останнього десятиріччя, втратила значні можливості до проведення аудитів та організації великомасштабних розслідувань щодо ухиляння від сплати податків.
Республіканці вірять, що люди повинні самі брати відповідальність за обставини, в які вони потрапляють. Також вони вірять, що приватний сектор є ефективнішим у допомозі бідним шляхом благодійності, аніж уряд через програми соціального забезпечення, і що програми соціальної підтримки часто спричинюють залежність від урядової допомоги.
Республіканці вірять, що корпорації повинні мати можливість встановлювати власні принципи стосовно зайнятості, включно із зарплатами та вигодами, а вільний ринок повинен сам визначати вартість праці. Із 1920-х років загалом профспілки і їхні члени виступають проти республіканців. На державному рівні, республіканці підтримали Закон Тафта-Гартлі 1947 року, який надає працівникам право не вступати до професійних спілок. Сучасні республіканці на державному рівні загалом підтримують різноманітні закони про право на роботу, які забороняють договори про забезпечення профспілок, що вимагають від усіх працівників організації, що працює з профспілками, обов'язково сплачувати збори, незалежно від того, є ці працівники членами профспілки чи ні.
Більшість республіканців виступають проти підвищення мінімальної заробітної плати через переконання, що такі підвищення завдають шкоди бізнесові, змушуючи його переводити роботу на підрядну основу та підвищувати ціни для споживачів.
Партія виступає проти одноплатникової системи охорони здоров'я, визначаючи її як соціалізовану медицину. Республіканська партія по-різному підтримувала історично популярні програми Соціального забезпечення, Медікер і Медікейд.

### Екологічна політика
Історично, прогресивні лідери Республіканської партії підтримували охорону довкілля. Республіканський президент Теодор Рузвельт був визначним консеваціоністом, чиї політичні рішення призвели до створення Служби національних парків. Хоч республіканський президент Річард Ніксон не був захисником природи, однак він підписав закон щодо створення Управління з охорони довкілля 1970 року і мав обширну довкіллєзахисну програму. Утім, партійна екологічна політика змінилась в 1980-х за адміністрації президента Рональд Рейґана, який означив екологічні регулювання тягарем для економіки. З того часу республіканці все частіше приймають позиції проти екологічного регулювання, а деякі республіканці ставлять під сумнів зміни клімату, щодо яких існує науковий консенсус.

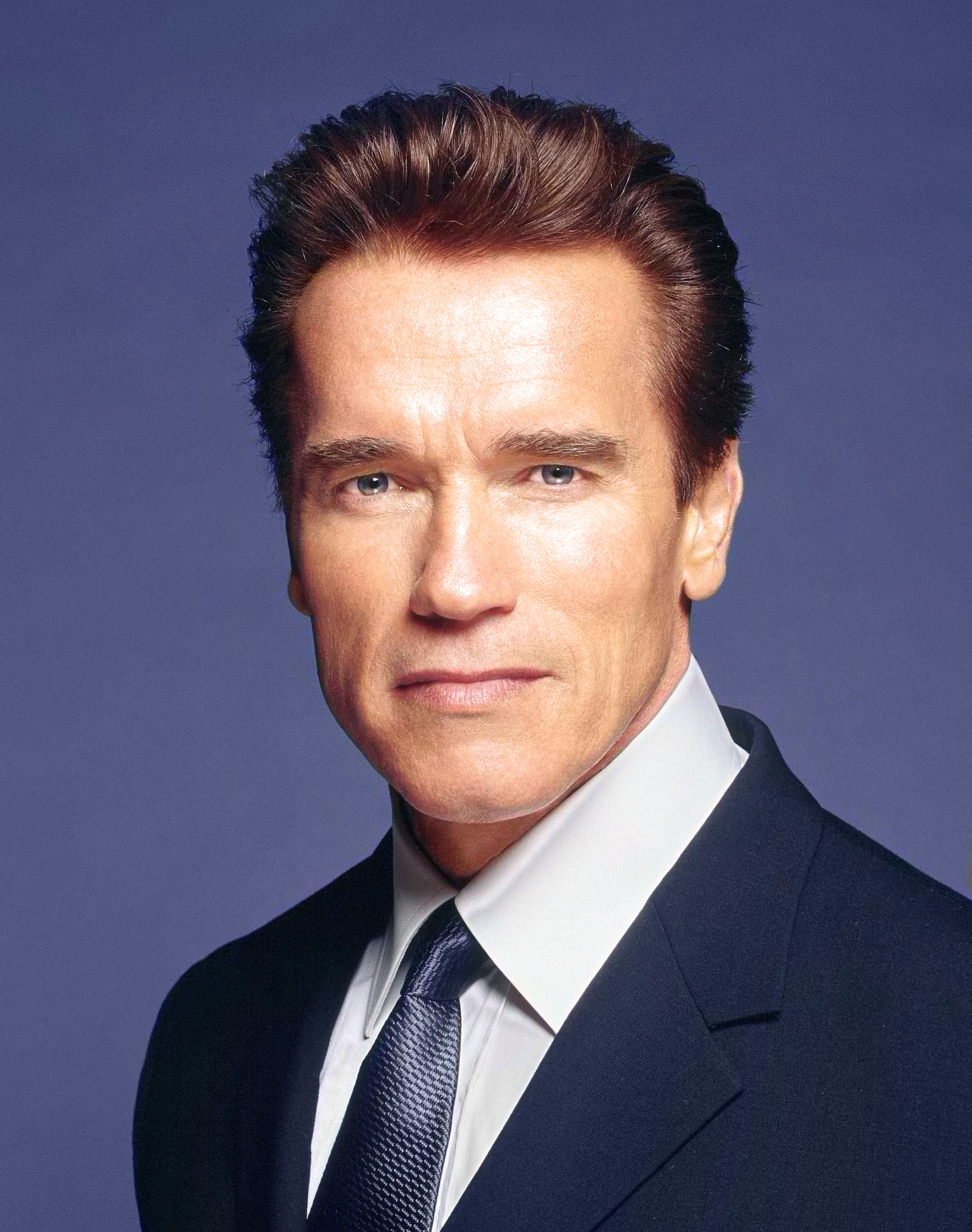
Арнольд Шварцнеґґер — 38-мий губернатор Каліфорнії (2003—2011)

2006 року тодішній губернатор Каліфорнії Арнольд Шварцнеґґер порушив республіканську ортодоксальність, підписавши декілька указів, наклавши межі на викиди вуглецю в Каліфорнії. Тодішній президент Джордж В. Буш виступив проти обов'язкових меж на державному рівні. Рішення Буша не встановлювати регулювання на двоокис вуглецю як на забруднювач повітря оскаржувалось Верховним судом у 12 штатах, а 2007 року було винесене рішення проти Бушівської адміністрації. Буш також публічно виступив проти ратифікації Кіотських протоколів, які мали на меті обмежити викиди парникових газів і таким чином почати боротись зі змінами клімату; його позицію було жорстко розкритикована кліматологами.

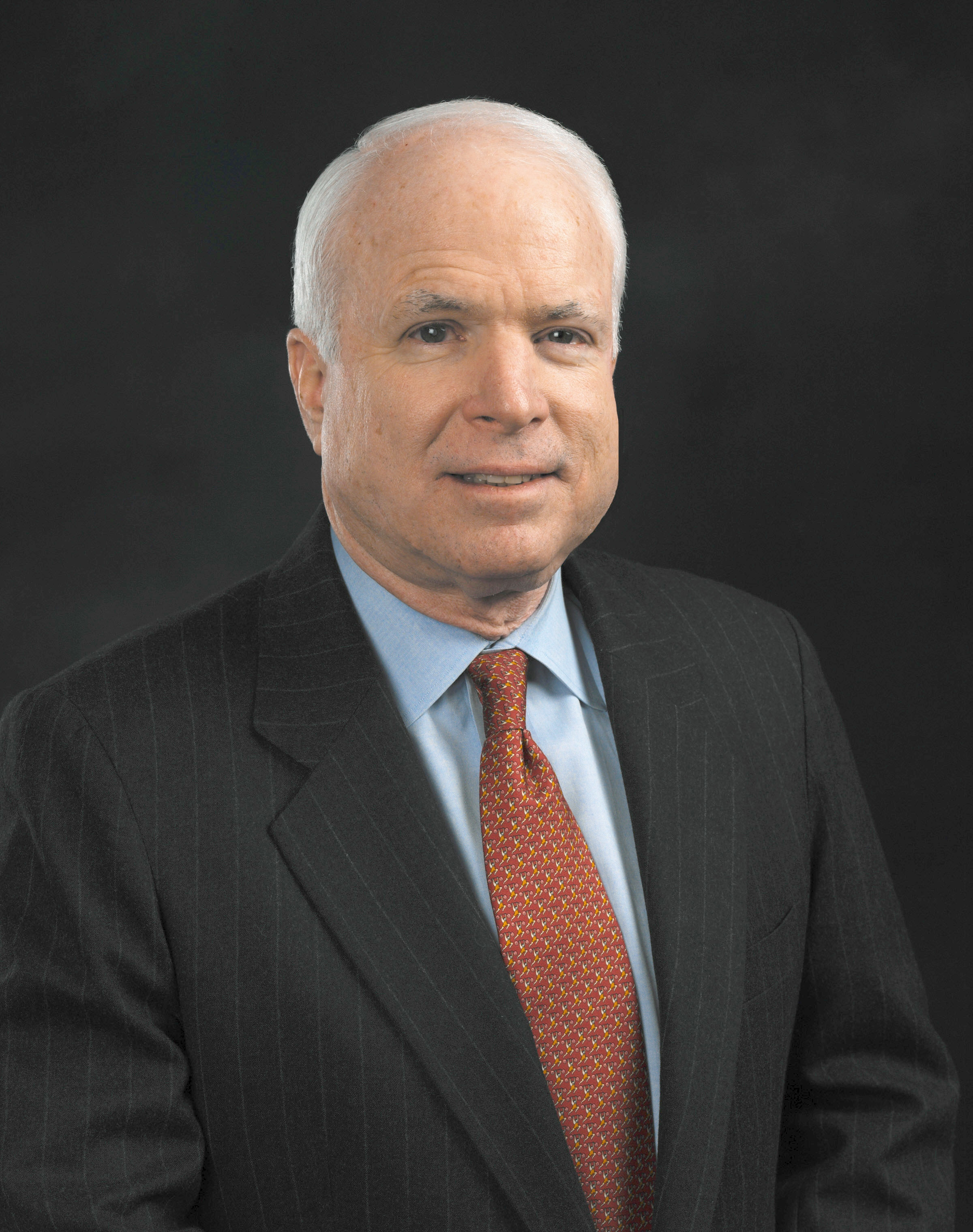
Джон Маккейн — сенатор США від Аризони (1987—2018)

Республіканська партія виступає проти торгівлі викидами, що використовується для обмеження викидів вуглецю. У 2000-х роках сенатор Джон Маккейн запропонував законопроєкти (як-от Закон нагляду за кліматом Маккейна—Лібермана), які б мали регулювати викиди вуглецю, але я позиція щодо змін клімату була незвичною серед високопоставлених членів партії. Деякі республіканські кандидати підтримали розвиток використання альтернативного палива задля досягнення енергетичної незалежності США. Деякі республіканці підтримують збільшення нафтовидобування на захищених територіях, як-от у Національному арктичному заповіднику; ця позиція зазнала критики з боку активістів. Багато республіканців упродовж президентства Барака Обами виступали проти нових екологічних регулювань його адміністрації, як-от регулювання викидів вуглецю від вугільної галузі. Зокрема, республіканці підтримували будівництво нафтогону «Кістоун»; ця позиція здобула підтримку від бізнесу, але проти неї виступали проти групи корінних жителів та екоактивістів.
Згідно з даними Центру за американський прогрес, неприбутковою ліберальної пропагандистської групи, понад 55 % конгресійних республіканців були заперечниками змін клімату. У травні 2014 року ПолітиФакт встановив, що «відносно небагато Республіканських членів Конгресу… погоджувались із панівним науковим висновком, що глобальне потепління є як справжнім, так і антропогенного походження». Група встановила вісьмох членів партії, які визнавали зміни клімату, втім ПолітиФакт визнали, що таких конгресменів може бути більше, і що не всі члени Конгресу виявили певну позицію з цього питання.
За словами «Нью-Йорк таймс», з 2008 по 2017 рік, Республіканська партія перейшла від «дебатування, як боротися з антропогенними змінами клімату, до стверджування, що їх не існує». У січні 2015 року, очолюваний Республіканцями Сенат США проголосував 98—1 за прийняття резолюції, яка визнає, що «зміни клімату є справжніми і не є видуманими», утім поправка, що «людська діяльність значним чином сприяє змінам клімату» була підтримана лише п'ятьма Республіканськими сенаторами.

### Імміграційна політика
У період 1850—1870 років Республіканська партія більше за демократів виступали проти імміграції, частково — через тогочасне покладання РП на підтримку антикатолицьких антиіммігрантських партій, як-от Американської партії. Упродовж наступних десятиріч після Громадянської війни, в Республіканській партії зростала підтримка імміграції через підтримку партією виробників із Північного Сходу (яким потрібна була додаткова робоча сила), в той час Демократична партія поставала як партія праці (яка переслідувала меншу кількість працівників для зменшення конкуренції). Починаючи з 1970-х років, партії помінялись позиціями з цього питання — демократи стали більш прихильними до імміграції, ніж республіканці.
Республіканці розділились перед питанням способу боротьби з незаконною імміграцією — представники істеблішменту підтримували програму, що давала мігруючим працівникам незадокументованим іммігрантам шлях до здобуття громадянства; популісти підтримували забезпечення надійності кордонів і депортацію незаконних іммігрантів. 2006 року Білий дім підтримав, а очолюваний Республіканцями Сенат погодив комплексну імміграційну реформу, яка дала змогу мільйонам незаконним іммігрантам здобути громадянство, однак Нижня палата (також очолювана Республіканцями) не прийняла закон. Після поразки на президентських виборах 2012-го року, зокрема серед латиносів, декілька республіканців підтримували більш дружній підхід до іммігрантів. Утім, 2016 року поле кандидатів прийняло гостру позицію проти незаконної імміграції, а лідируючий кандидат Дональд Трамп пропонував будівництво стіни на південному кордоні. За даними кількох опитувань, пропозиції, що закликали до імміграційної реформи з шляхом до здобуття громадянства незадокументованими іммігрантами, одержали широку підтримку серед республіканців. В опитуванні 2013 року, 60 % республіканців підтримували концепцію зі шляхом до здобуття громадянства.

### Зовнішня політика та державна оборона

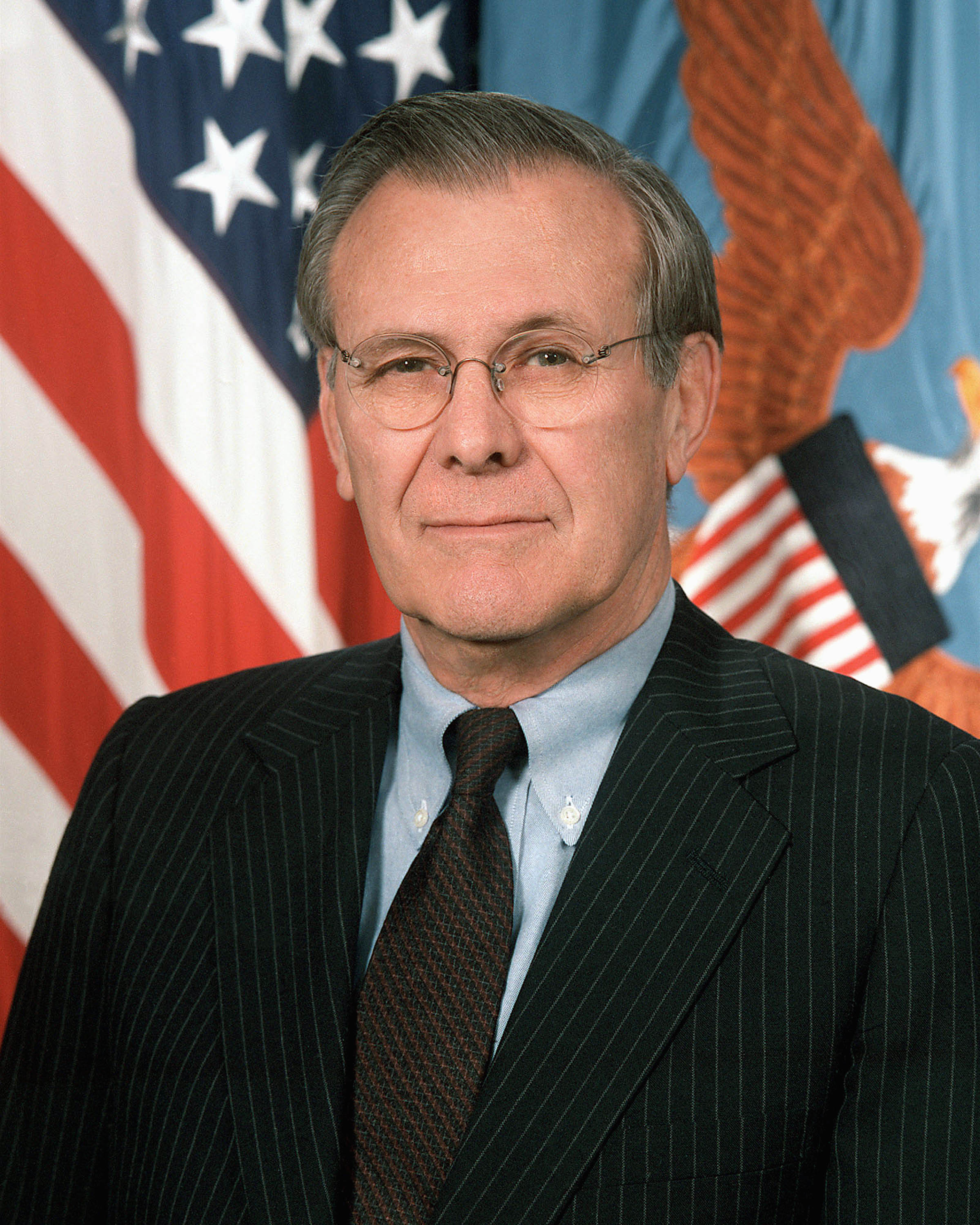
Дональд Рамсфелд — 21-ший секретар оборони США (2001—2006)

Деякі представники Республіканської партії підтримують позицію унілатералізму щодо питань державної безпеки, будучи переконаними в здатності та праві Сполучених Штатів діяти без зовнішньої допомоги в питаннях державної безпеки. Загалом, на Республіканську позицію щодо державної оборони та міжнародних відносин сильно вплинули теорії неореалізму та реалізму, що характеризують міждержавні конфлікти як сутички між безосібними силами міжнародної структури, а не як результат ідей та дій окремих лідерів. Вплив школи реалізму проглядається в баченні Радянського союзу Рейґаном як Імперії зла та в баченні Осі зла Джорджем В. Бушем.
З часу терактів 11 вересня 2001 року, партія підтримує неоконсервативну політику щодо Війни з тероризмом, включно з Війною в Афганістані 2001 року та вторгненням до Іраку 2003 року. Адміністрація Джорджа В. Буша зайняла позицію, що Женевські конвенції не поширюються на беззаконних бойовиків, в той час як інші визначні республіканці твердо виступають проти жорстких технік допиту, які вони розглядають як катування.
Республіканці часто виступали на підтримку обмеження закордонної допомоги як способу забезпечення державної безпеки та імміграційних інтересів Сполучених Штатів.
Республіканська партія загалом підтримує міцний альянс з Ізраїлем та намагання забезпечити мир на Середньому Сході між Ізраїлем і його арабськими сусідами. В останні роки республіканці почали відходити від підходу «дві країни для двох народів» у вирішенні Ізраїльсько-Палестинського конфлікту. В опитуванні 2014 року, 59 % республіканців віддавали перевагу меншій закордонній діяльності та фокусуванні на внутрішніх проблемах країни.
Згідно з даними програми 2016 року, партійна позиція щодо статусу Тайваню така: «Ми виступаємо проти всяких унілатеральних кроків з будь-якого боку щодо зміни статусу-кво Тайванської протоки за принципом, що всі питання, пов'язані з майбутнім острова, повинні бути вирішені мирно, через діалог, та бути в погодженні з народом Тайваню». Окрім цього, якщо «Китай порушить ці принципи, Сполучені Штати, у відповідності із Законом про відносини з Тайванем, допомагатимуть Тайваню в його обороні».

### Соціальна політика
Республіканській партії головно притаманна соціально-консервативна політика, хоч у ній наявні центристська та лібертаріанська фракції. Соціальні консерватори прагнуть прийняття законів, що захищатимуть їхні традиційні цінності, як-от заборону одностатевих шлюбів, абортів та вживання марихуани. Більшість консервативних республіканців виступають проти контролювання володіння зброєю, позитивної дискримінації та незаконної імміграції.

#### Аборти та дослідження ембріональних стовбурових клітин
Більшість національних і штатових кандидатів від партії, керуючись релігійними та моральними принципами, підтримують захист життя та виступають проти абортів за своїм бажанням. Хоч багато хто підтримує винятки у випадках інцесту, зґвалтування та загрози життю матері, 2012 року партія ухвалила програму, що підтримує безвиняткову заборону абортів. До рішення Верховного суду Ров проти Вейда 1973 року (що зробило заборони абортів неконституційними) вискополяризованих відмінностей між Демократичною та Республіканською партією не було; однак після рішення Верховного суду опозиція абортам стрімко ставала одною з основних позицій в національній програмі Республіканської партії. Як наслідок, євангельські протестанти США перейшли на підтримку Республіканської партії.
Більшість республіканців виступають проти фінансування коштом платників податків організацій, що надають послуги абортів, зокрема Американської федерації планування батьківства.
До свого розпаду 2018 року, комітет політичної дії «Республіканська більшість за вибір» підтримував за зміну партійної програми задля залучення прихильників захисту вибору. Згідно з даними опитування NBC/Wall Street Journal poll, 52 % республіканців підтримують рішення Ров проти Вейда, в той час як 39 % бажали скасування цього рішення. Згідно з опитуванням Gallup, 69 % республіканців самоідентифікувались прихильниками захисту життя, а 27 % прихильниками захисту вибору.
Хоч республіканців голосували за збільшення урядового фінансування наукових досліджень, члени Республіканської партії активно виступають проти федерального фінансування дослідження ембріональних стовбурових клітин поза первинними межами, оскільки такі дослідження передбачають руйнування людських ембріонів. Опитування Gallup 2010 року показало, що 54 % республіканців виступають проти досліджень ембріональних стовбурових клітин, в той час як 40 % підтримують їх.

## Ідеологія

Результати виборів за округами на Президентських виборах 2016 року

Республіканці, на відміну від демократів, виступають за зниження податків, обмеження нелегальної міграції (аж до мінімалізації міграційного потоку), вільну торгівлю і носіння вогнепальної зброї, зміцнення ролі релігії в суспільному житті (принцип: Бог — армія — пошана старості), моральність і сімейні цінності; неприйняття гомосексуальних відносин і абортів. Червоною ниткою в принципах республіканців проходить «невтручання державних структур в економічні процеси всередині країни». Основна сучасна ідеологія — неоконсерватизм. Політична орієнтація — правий центр.
Республіканці, на відміну від демократів, дотримуються наступного:
- зниження податків;
- зниження дефіциту державного бюджету;
- збільшення військових витрат і витрат на державну безпеку;
- більш агресивна зовнішня політика;
- боротьба за моральність та сімейні цінності;
- обмеження абортів (особливо на пізніх термінах вагітності);
- боротьба за національні цінності;
- протидія охороні навколишнього середовища, якщо такі дії суперечать інтересам бізнесу;
- забезпечення права на володіння й носіння вогнепальної зброї;
- протидія зросту мінімальної заробітної плати;
- протидія створенню та роботі профспілок на приватних підприємствах;
- збереження смертної кари;
- протидія введенню евтаназії й науковим дослідженням в області клонування.[12]

Одним із найважливіших принципів республіканців традиційно є мінімізація участі уряду в економіці.

## Президенти США від Республіканської партії
Станом на 2024 рік, усього було 19 президентів від Республіканської партії
| Президент | Президент                                                                 | Роки президентства | Віцепрезидент                                                       |
| --------- | ------------------------------------------------------------------------- | ------------------ | ------------------------------------------------------------------- |
|           | Авраам Лінкольн (Abraham Lincoln)                                         | 1861-1865          | Ганнібал Гемлін (1861-1865) Ендрю Джонсон (1865)                    |
|           | Улісс Грант (Ulysses S. Grant)                                            | 1869-1877          | Шайлер Колфакс (1869-1873) Генрі Вілсон (1873-1875) посада вакантна |
|           | Разерфорд Гейз (Rutherford Birchard Hayes)                                | 1877-1881          | Вільям Вілер (1877-1881)                                            |
|           | Джеймс Гарфілд (James Garfield)                                           | 1881-1881          | Честер Алан Артур (1881)                                            |
|           | Честер Алан Артур (Chester Alan Arthur)                                   | 1881-1885          | посада вакантна                                                     |
|           | Бенджамін Гаррісон (Benjamin Harrison)                                    | 1889-1893          | Леві Мортон (1889-1893)                                             |
|           | Вільям Мак-Кінлі (William McKinley)                                       | 1897-1901          | Гаррет Гобарт (1897-1899) посада вакантна Теодор Рузвельт (1901)    |
|           | Теодор Рузвельт (Theodore Roosevelt)                                      | 1901-1909          | посада вакантна Чарлз Фербенкс (1905-1909)                          |
|           | Вільям Говард Тафт (William Howard Taft)                                  | 1909-1913          | Джеймс Шерман (1909-1912) посада вакантна                           |
|           | Воррен Гардінг (Warren Gamaliel Harding)                                  | 1921-1923          | Калвін Кулідж (1921-1923)                                           |
|           | Калвін Кулідж (Calvin Coolidge)                                           | 1923-1929          | посада вакантна Чарлз Дауес (1925-1929)                             |
|           | Герберт Кларк Гувер (Herbert Clark Hoover)                                | 1929-1933          | Чарлз Кертіс (1929-1933)                                            |
|           | Дуайт Ейзенхауер (Dwight David Eisenhower)                                | 1953-1961          | Річард Ніксон (1953-1961)                                           |
|           | Річард Ніксон (Richard Milhous Nixon)                                     | 1969-1974          | Спіро Агню (1969-1973) посада вакантна Джеральд Форд (1973-1974)    |
|           | Джеральд Форд (Gerald Rudolph Ford)                                       | 1974-1977          | посада вакантна Нельсон Рокфеллер (1974-1977)                       |
|           | Рональд Рейган (Ronald Wilson Reagan)                                     | 1981-1989          | Джордж Герберт Вокер Буш (1981-1989)                                |
|           | Джордж Герберт Вокер Буш (Джордж Буш-старший; George Herbert Walker Bush) | 1989-1993          | Ден Квейл (1989-1993)                                               |
|           | Джордж Вокер Буш (Джордж Буш-молодший; George Walker Bush)                | 2001-2009          | Дік Чейні (2001-2009)                                               |
|           | Дональд Трамп (Donald John Trump)                                         | 2017-2021          | Майк Пенс (2017-2021)                                               |
|           | Дональд Трамп (Donald John Trump)                                         | з 2025             | Джей Ді Венс (з 2025)                                               |

## Судді Верховного Суду, призначені президентами-республіканцями
- Кларенс Томас — призначений президентом Джорджем Гербертом Вокером Бушем у 1991 році.
- Джон Робертс — Голова Верховного суду

призначений президентом Джорджем Вокером Бушем у 2005 році.